# Trial de Sant Llorenç 1980
L'edició de 1980 del Trial de Sant Llorenç fou la 14a d'aquesta prova, organitzada pel Motor Club Terrassa. El trial era la quarta prova del Campionat del Món d'aquell any i tingué lloc el 9 de març a Olot, Garrotxa. Hi participaren 85 pilots, els quals hagueren de superar 20 zones repartides al llarg d'un recorregut que calia completar 3 vegades.
Fou la primera vegada que el Trial de Sant Llorenç es disputava fora del seu escenari original, els voltants de Parc Natural de Sant Llorenç del Munt, ja que les pressions de diverses entitats ecologistes varen provocar que, aquell any, la Diputació de Barcelona no concedís el permís per a la celebració de la prova en aquells paratges. Tot i així, el nou indret escollit resultà molt encertat i fou altament elogiat pels participants, destacant per les seves zones d'aigua i roca, més semblants a les que s'acostumaven a trobar a la resta de trials europeus.

## Classificació
| Posició | Pilot            | Motocicleta | Punts |
| ------- | ---------------- | ----------- | ----- |
| 1       | Bernie Schreiber | Bultaco     | 52    |
| 2       | Ulf Karlson      | Montesa     | 59    |
| 3       | Yrjö Vesterinen  | Montesa     | 59    |
| 4       | Toni Gorgot      | OSSA        | 62    |
| 5       | Manuel Soler     | Bultaco     | 66    |
| 6       | Jaume Subirà     | Fantic      | 69    |
| 7       | Malcolm Rathmell | Montesa     | 69    |
| 8       | Eddy Lejeune     | Honda       | 70    |
| 9       | Charles Coutard  | Montesa     | 71    |
| 10      | Rob Shepherd     | Honda       | 76    |